# Infantería de Marina (México)
El Cuerpo de Infantería de Marina es el cuerpo de marinos y fuerzas anfibias de la Armada de México. La principal tarea del cuerpo de infantería es el garantizar la seguridad marítima de las costas y puertos mexicanos, en contra de cualquier amenaza interna o externa. Para llevar a cabo esta labor, el cuerpo está entrenado y equipado para realizar cualquier tipo de operación necesaria ya sea en mar, en tierra o en aire.

## Inicios
La historia de este cuerpo se remonta al término de la Independencia de México, promulgada en 1821, cuando se consolidaron las primeras unidades. Es entre 1821 y 1822 que se crea la Secretaría del Almirantazgo, principalmente integrada por unidades del Ejército.
El escudo formado por el ancla tipo almirantazgo con un cabo amarillo enrollado en esta y dos mosquetones cruzados al centro, ha sido representativo de la Infantería de Marina desde su creación en 1821.

## Escudo
El escudo, la esencia de su integración tiene el significado heráldico lo siguiente: El campo (fondo) en esmalte (color) el Gules (rojo) representa fortaleza, victoria, osadía, alteza y ardid, los que traen este color en sus escudos están obligados principalmente a socorrer a los que se ven oprimidos por injusticia; en oro se encuentra el ancla tipo almirantazgo simboliza la pertenencia a la Marina de Guerra y el cabo representa el espíritu marinero, el color oro (heráldica) (amarillo) significa la nobleza, la magnanimidad, la riqueza, el poder, la luz, la constancia y la sabiduría; por último, los mosquetones cruzados evocan las armas que poseían los Infantes de Marina ya consolidado nuestro país como Estado-Nación, libre y soberano.
Juntos representan la dedicación de servir a México desde el aire, desde la tierra y desde el mar. El color rojo siempre ha caracterizado a los Infantes de Marina alrededor del mundo.

## El Estandarte de la Infantería de Marina

Estandarte de la Infantería de Marina

Los Infantes de Marina han portado con orgullo su estandarte,  el cual ha ondeado durante operaciones y en diversos adiestramientos desde la misma creación de este cuerpo.
La Iconografía de la Infantería de Marina de México tiene la descripción del estandarte elaborado como sigue: al centro, el escudo de Infantería de Marina con sus colores originales o en color oro, en tela color rojo escarlatina, con vestiduras de color dorado. En la parte superior se encuentra la leyenda en color dorado “INFANTERÍA DE MARINA” y la parte inferior “TODO POR LA PATRIA”.
Además de estar ondeando en las ceremonias oficiales, el estandarte de la Infantería de Marina acompaña a las fuerzas en los Operaciones que se encomiendan, en los desfiles y en los campos de instrucción. Además, se encuentra ondeando en las oficinas de las Comandancias de las Unidades de I.M.,  Coordinación General de Infantería de Marina y en las oficinas del Secretario de Marina.

## Misión
Ejecutar operaciones de asalto anfibio, proyectando tropas de infantería de marina de manera inmediata y decidida en una playa o área hostil, para proseguir con objetivos tierra adentro; localizar, tomar el contacto y destruir al enemigo por medio del fuego y la maniobra; negar y rechazar el asalto enemigo empleando los medios de acción de que se dispone; realizar operaciones que no necesariamente requieren del empleo de la fuerza militar, tales como apoyo a la población civil en zonas y casos de desastre o emergencia, operaciones cívico militares, de policía marítima, policía naval, contra el crimen organizado, contra el terrorismo, de seguridad a instalaciones estratégicas y de apoyo a otras instituciones en los tres niveles de gobierno, con el fin de contribuir en la defensa exterior y coadyuvar en la seguridad interior del país.
Los Infantes de Marina están siempre listos para actuar desde el aire, la tierra y el mar. Esta capacidad única distingue a los Infantes de Marina como una fuerza altamente eficaz en el combate para la defensa del territorio nacional o para apoyar a su pueblo y actuar en zonas de desastre o emergencia.

## Valores básicos
Honor:
Cualidad moral que con dignidad y honradez permite obtener el más severo y estricto cumplimiento del deber.
Los Infantes de marina tienen el más alto estándar moral y ético. El respeto a los demás es esencial.
Coraje:
Coraje no es la ausencia de miedo. Es la habilidad para encarar el temor y superarlo. Es la fortaleza mental, moral y física en cada Infante de Marina. Esta fuerza los equilibra en tiempos de crisis y estrés, los encausa a través de cada meta y los ayuda a enfrentar de manera decidida cualquier obstáculo en el cumplimiento de su misión.
Compromiso:
Es el valor que impulsa a los Infantes de Marina para servir a su Nación y a su cuerpo, es el espíritu de determinación y dedicación encontrado en cada Infante de Marina en cada aspecto de su vida.

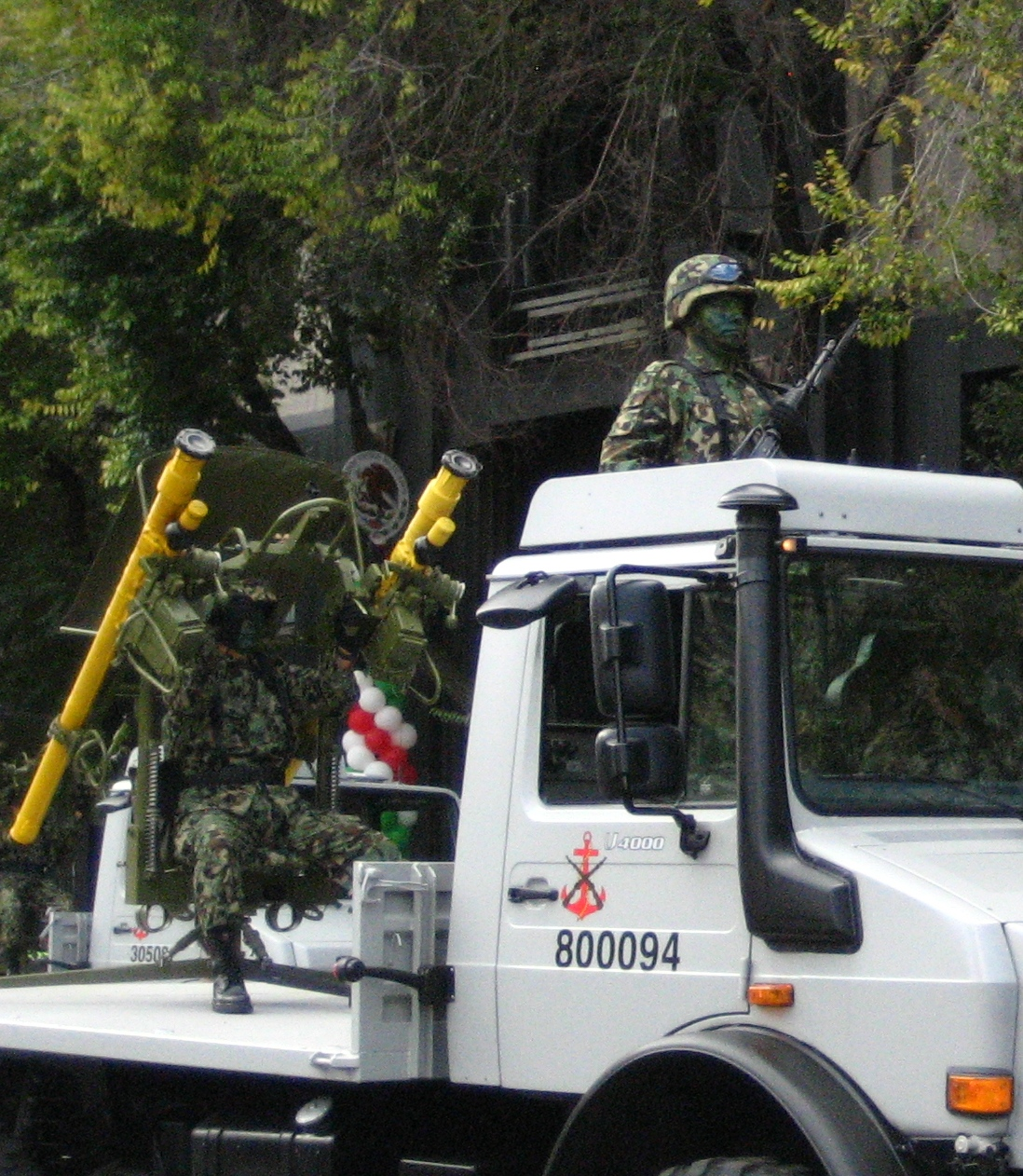
Sistema Antiaéreo Igla.

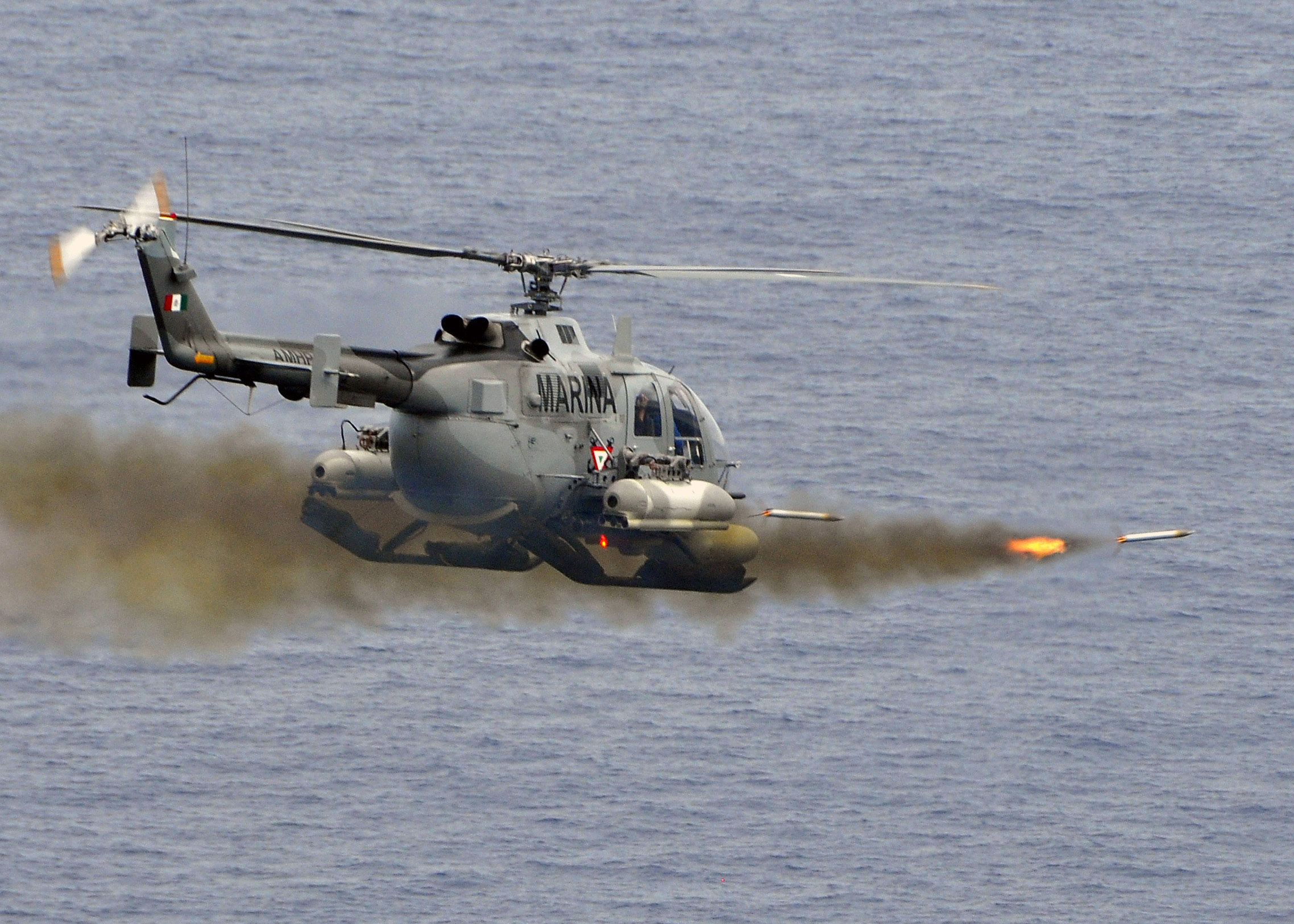
Un Helicóptero Bo-105 disparando al ex-USS Connolly durante ejercicios Multinacionales.

## Organización de la Unidades de Infantería de Marina
8 brigadas de Infantería de Marina y 2 anfibias (Golfo y Pacífico) cada una de ellas estará compuesta por 3 BIM y una agrupación de servicios, constituida por el personal de las compañías de servicios orgánicas de los batallones integrados. 
- 1ª Brigada de Infantería de Marina (Primera Región Naval)
- 2ª Brigada de Infantería de Marina (Segunda Región Naval)
- 3ª Brigada de Infantería de Marina (Tercera Región Naval)
- 4ª Brigada de Infantería de Marina (Cuarta Región Naval)
- 5ª Brigada de Infantería de Marina (Quinta Región Naval)
- 6ª Brigada de Infantería de Marina (Sexta Región Naval)
- 7ª Brigada de Infantería de Marina (Región Naval del Centro)
- 8ª Brigada de Infantería de Marina (Octava Región Naval)
- Brigada de Infantería Anfibia de Marina (Golfo)
- Brigada de Infantería Anfibia de Marina (Pacífico)

A estas 8 brigadas, se suman las 2 Anfibias de Infantería de Marina (la del Golfo y la del Pacífico), que han remplazado a las Fuerzas de Reacción Anfibias, cuya misión es la defensa de las costas nacionales contra cualquier agresión convencional. Cada una tiene un efectivo total de 5.000 elementos. Ambas se componen de 2 batallones anfibios de Infantería de Marina, un Batallón de Comandos de Infantería de Marina, un Batallón de Artillería de Infantería de Marina, un Batallón de Embarcaciones y Vehículos Anfibios, que incluye 20-30 blindados APC-70, y un Batallón de Servicios. El 24 Batallón de Infantería de Marina de Guardias Presidenciales, creado en 1983, es responsable de brindarle seguridad al presidente de la República. Se encuentra acuartelado en la Ciudad de México, al igual que el BIMFUSPAR (Batallón de Infantería de Marina de Fusileros Paracaidistas). Por fin existen 3 grupos FES (Fuerza, Espíritu y Sabiduría: el FESGO (Fuerzas Especiales del Golfo) y el FESPA (Fuerzas Especiales del Pacífico), ambos destinados para misiones en apoyo a las entonces nuevas Fuerzas de Reacción Anfibias. En 2008, se formó el FESCEN (Fuerzas Especiales del Centro), con base en el DF, cuyo propósito es poner a disposición del Cuartel General del Alto Mando un agrupamiento de tropas especiales para misiones críticas. Mientras el FESGO y el FESPA cuentan con un efectivo de unos 220 elementos cada uno, el FESCEN tiene menos de 160 integrantes.
BIMFUSPAR: El Batallón de Infantería de Marina de Fusileros Paracaidistas es una fuerza de élite, que constituye la reserva estratégica del alto mando de la SEMAR para operaciones de alto impacto y emergencia. Las necesidades orgánicas y operacionales motivaron la creación del BIMFUSPAR, en 1992. La nueva unidad fue abanderada por el entonces presidente, Carlos Salinas de Gortari, el 1 de junio de 1994. El Batallón se divide en 3 compañías de fusileros paracaidistas, una de armas de apoyo, un grupo de comando y el mando de la unidad. Su Compañía de cuartel general y servicios está integrada en el agrupamiento de servicios de la 7ª Brigada de Infantería de Marina, a la cual pertenece desde 2010. 
Cada uno de estos batallones cuenta con tres compañías de fusileros marinos, una compañía de armas de apoyo (morteros, lanzacohetes y ametralladoras) y una de servicios.
Cada compañía incluye tres secciones, cada una de tres pelotones, mismos que son integrados por trece elementos, en tres escuadras de cuatro hombres bajo el mando de un tercer o segundo maestre. 
Las escuadras están conformadas por un cabo jefe de escuadra, un fusilero granadero armado con un M16A2 y lanzagranadas M203 de 40 mm, un fusilero ametrallador con una Colt RO 750 LSW de 5,56 mm. y un fusilero con un M16A2 estándar. 
La organización de un pelotón en tres escuadras, de una sección en tres pelotones y de una compañía en tres secciones responde a la necesidad de contar en todo caso con los tres factores decisivos en el combate: el elemento de asalto, el de apoyo y el de seguridad.

## Despliegue Territorial
I. En el litoral del Golfo de México y Mar Caribe:
A. Primera Región Naval, se asignan cinco Batallones de Infantería de Marina, de acuerdo a la siguiente distribución:
- Un Batallón de Infantería de Marina a la Primera Zona Naval, con sede en Ciudad Madero, Estado de Tamaulipas;
- Un Batallón de Infantería de Marina al Sector Naval de Matamoros, Estado de Tamaulipas;
- Dos Batallones de Infantería de Marina a la Tercera Zona Naval, con sede en Veracruz, Estado de Veracruz;
- Un Batallón de Infantería de Marina al Sector Naval de Coatzacoalcos, en el Estado de Veracruz.

B. Tercera Región Naval, se asignan cuatro Batallones de Infantería de Marina, de acuerdo a la siguiente distribución:
- Un Batallón de Infantería de Marina a la Tercera Región Naval, con sede en Lerma, Estado de Campeche;
- Un Batallón de Infantería de Marina a la Quinta Zona Naval, con sede en Frontera, Estado de Tabasco;
- Un Batallón de Infantería de Marina a la Séptima Zona Naval, con sede en Ciudad del Carmen, Estado de Campeche;
- Un Batallón de Infantería de Marina al Sector Naval de Champotón, en el Estado de Campeche.

C. Quinta Región Naval, se asignan cuatro Batallones de Infantería de Marina, de acuerdo a la siguiente distribución:
- Un Batallón de Infantería de Marina a la Quinta Región Naval, con sede en Isla Mujeres Quintana Roo;
- Un Batallón de Infantería de Marina a la Novena Zona Naval, con sede en Yukalpetén, Estado de Yucatán;
- Un Batallón de Infantería de Marina a la Décimo Primera Zona Naval, con sede en Chetumal, Estado de Quintana Roo;
- Un Batallón de Infantería de Marina al Sector Naval de Cozumel, en el Estado de Quintana Roo.

II. En el litoral del Océano Pacífico:
A. Segunda Región Naval, se asignan un Batallón de Infantería de Marina, con sede en Ensenada, Baja California.
B. Cuarta Región Naval, se asignan cinco Batallones de Infantería de Marina, de acuerdo a la siguiente distribución:
- Un Batallón de Infantería de Marina a la Cuarta Región Naval, con sede en Guaymas, Estado de Sonora. (Octavo Batallón de Infantería de Marina);
- Un Batallón de Infantería de Marina a la Segunda Zona Naval, con sede en La Paz, Estado de Baja California Sur;
- Un Batallón de Infantería de Marina a la Cuarta Zona Naval, con sede en Mazatlán, Estado de Sinaloa;
- Un Batallón de Infantería de Marina al Sector Naval de Puerto Peñasco, en el Estado de Sonora;
- Un Batallón de Infantería de Marina al Sector Naval de Topolobampo, en el Estado de Sinaloa.

C. Sexta Región Naval, se asignan cuatro Batallones de Infantería de Marina, de acuerdo a la siguiente distribución:
- Un Batallón de Infantería de Marina a la Sexta Región Naval, con sede en Manzanillo, Estado de Colima;
- Un Batallón de Infantería de Marina a la Sexta Zona Naval, con sede en San Blas, Estado de Nayarit;
- Un Batallón de Infantería de Marina a la Octava Zona Naval, con sede en Puerto Vallarta, Estado de Jalisco;
- Un Batallón de Infantería de Marina a la Décima Zona Naval, con sede en Lázaro Cárdenas, Estado de Michoacán.

D. Octava Región Naval, se asignan cinco Batallones de Infantería de Marina, de acuerdo a la siguiente distribución:
- Un Batallón de Infantería de Marina a la Octava Región Naval, con sede en Acapulco, Estado de Guerrero;
- Un Batallón de Infantería de Marina a la Décimo Segunda Zona Naval, con sede en Salina Cruz, Estado de Oaxaca;
- Dos Batallones de Infantería de Marina a la Décimo Cuarta Zona Naval, con sede en Puerto Chiapas, Estado de Chiapas;
- Un Batallón de Infantería de Marina al Sector Naval de Huatulco, en el Estado de Oaxaca.

III. Cuartel General.- Dos Batallones de Infantería de Marina, con sede en la Ciudad de México, Distrito Federal; adicionalmente al Batallón de Fusileros Paracaidistas y al Batallón de Guardias Presidenciales.

## Unidades de operaciones especiales
La unidad de operaciones especiales de la Infantería de Marina son;
- Batallón De Comandos Del Golfo, Batallón de Comandos Del Pacífico (BATCOGO, BATCOPA),

'''Batallón de Artillería de Infantería de Marina''' (BATARTIM):
El BATARTIM, tiene su sede en Tuxpan, Veracruz y esta organizado por:
* Mando
* Grupo de Comando
* Batería de obuses de 105 mm. (sección de fuegos, central de tiro, observación avanzada, topografía)
* Batería de morteros de 120 mm.
* Batería de ametralladoras pesadas.
* Batería de apoyo al combate.
Su misión es proporcionar fuegos de apoyo a las unidades de Maniobra de I.M.

### Curso de Operaciones Especiales en Selva (C.O.E.S.)
En este curso se desarrollan las habilidades y destrezas de combate fundamentadas en técnicas y tácticas de operaciones especiales. Se enfoca al desarrollo de operaciones en cualquier tipo de terreno y condiciones, así como el manejo especializado de armamento y equipo de combate. El curso dura aproximadamente siete semanas y es llevado a cabo en el estado de Chiapas.
Consta de dos fases;
- Primera. Adiestramiento en técnicas y tácticas de operaciones especiales. Equipo de combate y navegación terrestre.
- Segunda. Planeamiento y ejecución de misiones en supuestas situaciones hostiles.

Adiestramiento en:
- Guía y navegación terrestre
- Técnicas de patrullaje
- Operaciones en mar, selva, jungla, desierto y montaña
- Operaciones de combate urbano
- Operaciones de contrainsurgencia y guerrilla
- Tácticas de infiltración
- Explosivos y demoliciones
- Descenso rápido e intervención de edificaciones
- Guerra no convencional

Al finalizar el curso, el Infante de Marina porta el distintivo de fuerzas especiales, así como la boina negra que le diferencia de las tropas regulares. Es el curso precedente para formar parte de las Fuerzas Especiales (FES) de la Armada de México.
Grupos de FES:
- Fuerzas Especiales del Golfo, Fuerzas Especiales del Pacífico y Fuerzas Especiales del Centro

## El Día de la Infantería de Marina
Los infantes de Marina de México, celebran su día los 14 de noviembre, en el cual tiene su origen en la creación del primer Batallón de Infantería de Marina en el México Independiente, Cuando el Almirante Generalísimo Agustín de Iturbide estaba preocupado por la insuficiente protección con la que contaban sus litorales nacionales, y ante la resistencia Española en Veracruz, inicio la creación de un Batallón de Infantería y de un cuerpo de Caballería para salvaguardar la costa Veracruzana siendo el año de su creación 1823.
Los 14 de noviembre de cada año los Infantes de Marina Celebran su creación en sus Unidades, mediante competencias deportivas, de tiro con arma de fuego y cena baile de gala.

## Vehículos y Equipamiento[2]
| Vehículo                     | Tipo                                                   | Estado | En Servicio | Origen         |
| ---------------------------- | ------------------------------------------------------ | --- | ----------- | -------------- |
| Vehículos Terrestres         |                                                        | |             |                |
| BTR-60/APC-70                | Blindado de transporte anfibio                         | Tiene motor diésel y carece de la torreta con la ametralladora de 14,5 mm. Se utiliza con un Mk-19 lanzagranadas de 40 mm. Repotenciados y renombrados APC-70 | 30          | Rusia          |
| AAV-7A1/AAV-7A1              | Blindado de transporte anfibio                         | Tiene motor diésel y carece de la torreta con la ametralladora de M-2 Browling. Se utiliza con un Mk-19 lanzagranadas de 40 mm.                               | 20          | Estados Unidos |
| Wolverine APC                | Blindado de transporte                                 | | 80          | México         |
| Land Rover Defender          | Blindado ligero de transporte                          | 4x4 |             | Reino Unido    |
| Kawasaki Mule 4010 Trans 4x4 | Vehículo de reconocimiento                             | |             | Japón          |
| Ural-4320                    | Camión de transporte de tropas, Taller, Comunicaciones | Camión 6x6 | 74          | Rusia          |
| UNIMOG U-4000                | Camión De Transporte De Tropas                         | | 164         | Alemania       |
| Mercedes Benz Clase “G”      | Vehículo ligero de transporte de tropas                | 4x4 | 84          | Alemania       |
| International 4700           | Camión de transporte de tropas                         | | 308         | Alemania       |
| Freightliner M2              | Camión De Transporte De Tropas                         | Camión 4x2 | 117         | México         |
| M35 2-1/2 ton cargo truck    | Camión de transporte de tropas                         | | 39          | México         |
| Jeep Cj7                     | Vehículo ligero de transporte de tropas                | | 81          | Estados Unidos |
| Ford-150                     | Vehículo ligero de transporte de tropas                | pick up 4x4 | 500         | Estados Unidos |
| Chevrolet Cheyenne           | Vehículo ligero de transporte de tropas                | 4x4 F-150 series pick up | 150         | Estados Unidos |
| Ford-250                     | Vehículo ligero de transporte de tropas                | pick up F-250 4x4 | 47          | Estados Unidos |
| MiniComando Dodge            | Vehículo Ligero de transporte de tropas                | Pick up 4x4 | 260         | México         |
| Chenowth DPV                 | Vehículo de asalto rápido                              | | 6           |                |
| Chevrolet Cavalier           | Vehículo de transporte de personal                     | Utiliarios |             | México         |

Y otros como Ambulancias, Vans, Camiones Recolectores De Basura, Remolques, Cuatrimotos,  Camión Cisterna, etc.

## Inventario
Armamento
| Arma          | Tipo                        | Calibre | Origen                                  |
| ------------- | --------------------------- | ------- | --------------------------------------- |
| Sig 516       | Fusil de Asalto             | 5,56mm  | Suiza Nuevo fusil estándar              |
| M16           | Fusil de Asalto             | 5,56mm  | Estados Unidos Remplazado por Sig 516   |
| FX-05         | Fusil de asalto             | 5,56 mm | México Para tripulaciones de los buques |
| M4            | Fusil de Asalto             | 5,56mm  | Estados Unidos                          |
| Galil         | Fusil de Asalto             | 5,56mm  | Israel                                  |
| MP5           | Subfusil                    | 9mm     | Alemania                                |
| P90           | Subfusil                    | 5,7mm   | Bélgica                                 |
| UMP45         | Subfusil                    | .45 CDP | Alemania                                |
| M2            | Ametralladora               | 12,7mm  | Estados Unidos                          |
| M249          | Ametralladora               | 5,56mm  | Estados Unidos                          |
| FN Minimi     | Ametralladora               | 5,56mm  | Bélgica                                 |
| Ameli         | Ametralladora               | 5,56mm  | España                                  |
| GAU-19        | Minigun                     | 12,7mm  | Estados Unidos                          |
| M134          | Minigun                     | 7,62 mm | Estados Unidos                          |
| HK21          | Ametralladora               | 7,62 mm | Alemania                                |
| MG36          | Ametralladora               | 5,56 mm | Alemania                                |
| Milkor MGL    | Lanzagranadas               | 40 mm   | Sudáfrica                               |
| M203          | Lanzagranadas               | 40 mm   | Estados Unidos                          |
| CIS 40        | Lanzagranadas               | 40 mm   | Singapur                                |
| MK19          | Lanzagranadas               | 40 mm   | Estados Unidos                          |
| MSG90         | Fusil de precisión          | 7.62 mm | Alemania                                |
| M82A          | Fusil Antimateria           | 12,7 mm | Estados Unidos                          |
| Remington 700 | Fusil de precisión          | 7,62 mm | Estados Unidos                          |
| M9            | Pistola                     | 9mm     | Italia                                  |
| Glock 19      | Pistola                     | 9 mm    | Austria                                 |
| USP           | Pistola                     | .45 ACP | Alemania                                |
| Five-seveN    | Pistola                     | 5,7 mm  | Bélgica                                 |
| M56           | Obús                        | 105 mm  | Italia                                  |
| Bofors L60    | Artillería AA               | 40 mm   | Suecia                                  |
| Bofors L70    | Artillería AA               | 40 mm   | Suecia                                  |
| Oerlikon      | Artillería AA               | 20 mm   | Suiza                                   |
| FIROS 6       | Sistema de cohetes múltiple | 51mm    | Italia                                  |
| M1            | Mortero                     | 60mm    | Estados Unidos                          |
| M29           | Mortero                     | 81mm    | Francia                                 |
| Gabriel MK II | Misil antibuques            |         | Israel                                  |
| SA-18 Grouse  | Misil antiaéreo             | 72.22mm | Rusia                                   |
| RPG-75        | Lanzacohetes                | 68mm    | República Checa                         |
| B-300         | Lanzacohetes                | 82mm    | Israel                                  |

Equipo Individual de Campaña

A. Saco de dormir individual (Sleeping bag).
B. Casco balístico.
C. Fusil M16-A2.
Es el rifle que todo Infante de Marina está entrenado para disparar.
El rifle M16 ha estado en servicio en la Infantería de Marina desde 1999 y cada Infante de Marina está entrenado para dispararlo. 
Diseñado para disparar en fuego semiautomático o automático.
De bajo peso, pero mortal, con un alcance efectivo de 550 metros.
Se le pueden adaptar miras ópticas, aparatos de visión nocturna y lámparas. Como reemplazo vino el Sig 516.
D. Mochila coreana táctica.
Tiene la capacidad de alojar un uniforme de cambio, ropa interior y útiles de aseo, así como el siguiente equipo:
a.-    Manga para cubrirse del agua.
b.-    Juegos de cubiertos de campaña.
c.-    Plato sartén de campaña.
d.-    Saco de dormir (Sleeping bag).
e.-    Bajos sleeping (Military foam pad).
f.-    Pala pico.
E. Saco de raciones de combate.
F. Fornituras.
Existen de diferentes modelos; su finalidad es el de transportar los cargadores abastecidos con las municiones de la dotación orgánica así como:
a.-    Las cantimploras. 
b.-    Las lámparas de mano tipo “L”.
c.-    Porta cargadores para m-16,m4a1,sig516.
G. Lámpara de mano tipo “L” 
H. Bajo Sleeping (Military foam pad).
I. Botas.
Equipo Óptico, Electrónico y de Visión Nocturna.
Los equipos de tecnología de punta son muy importantes durante el desarrollo de las operaciones, facilitan el desplazamiento hacia el objetivo, hacen posible distinguir entre amigo y enemigo, sobre todo en los periodos de poca luz, facilitan el cálculo de distancias y calculan con precisión nuestra posición, entre otras funciones.
La Infantería de Marina de México tiene una gran variedad de este tipo de equipos, lo cual permite al soldado moverse en la obscuridad y ser dueño de la noche, dándole ventaja táctica sobre el enemigo.

Lanzagranadas M 203.
Atacando donde el M16 por sí solo no puede alcanzar
El M 203 es un lanzagranadas que se ajusta al M16 bajo el cañón.  
•  Es usado en combate y en escenarios de entrenamiento.
•  Dispara granadas de 40 mm, incluyendo de alto explosivo, de humo, de iluminación, gas lacrimógeno y de entrenamiento.